# Сибиле Бамер
Сибиле Бамер (Линц, 27. април 1980) је бивша професионална аустријска тенисерка, од 1997.
Као млада ушла је међу првих 200 на светској ранг листи, али је због трудноће морала прекинути каријеру. Родила је 2001. кћеркицу Тину. Једна је од ретких која се после порођаја вратила тенису, да би већ 2002. освојила 3 ИТФ турнира у Греноблу, Мостару и Инзбруку. У каријери је освојила 9 ИТФ турнира у појединачној и 1 у игри парова.
У 2007. остварује највеће успехе у каријери. Прво у фебруару осваја свој први појединачни ВТА турнир у Патаји, а 17. децембра доспева на 19. место светске ранг-листе.
За репрезентацију Аустрије играла је у Фед купу 2003/04. и 2006/07. године.

### Пласман на ВТА листи на крају сезоне
| Година  | 1997 | 1998 | 1999 | 2000 | 2001 | 2002 | 2003 | 2004 | 2005 | 2006 | 2007 | 2008 | 2009 | 2010 | 2011 |
| Пласман | 548  | 245  | 238  | 294  | 1090 | 176  | 170  | 151  | 79   | 53   | 19   | 19   | 22   | 45   | 68   |

## Резултати Сибиле Бамер

### Победе појединачно (1)
|   | Датум    | име и место турнира | Кат. | ($)     | Терен        | Противник                | Резултат      |
| 1 | 05/02/07 | Патаја опен, Патаја | IV   | 170.000 | Тврди (отв.) | Жизела Дулко · Аргентина | 7-5, 3-6, 7-5 |

### Порази у финалу појединачно
Ниједан турнир

### Победе у игри парова
Ниједан турнир

### Порази у финалу у игри парова
Ниједан турнир

### Учешће наГренд слемтурнирима

#### Појединачно
| Година | Аустралијан Опен | Аустралијан Опен            | Ролан Гарос | Ролан Гарос    | Вимблдон | Вимблдон     | Ју-Ес Опен | Ју-Ес Опен      |
| ------ | ---------------- | --------------------------- | ----------- | -------------- | -------- | ------------ | ---------- | --------------- |
| 2005   | -                | -                           | -           | -              | -        | -            | 1 коло     | Мартина Суха    |
| 2006   | 3 коло           | Саманта Стосур              | 1 коло      | Винус Вилијамс | 3 коло   | Шени Пери    | 2 коло     | Мара Сантанђело |
| 2007   | 1 коло           | Ана Чакветадзе              | 1 коло      | Жистин Енен    | 1 коло   | Лора Гранвил | 4 коло     | Јелена Јанковић |
| 2008   | 2 коло           | Веј Су Хсије Кинески Тајпеј | 1 коло      | А. Вознијак    | 2 коло   | Шуај Пенг    | -          | -               |

#### У игри парова
| Година | Аустралијан Опен    | Аустралијан Опен          | Ролан Гарос      | Ролан Гарос               | Вимблдон        | Вимблдон                | Ју-Ес Опен      | Ју-Ес Опен             |
| ------ | ------------------- | ------------------------- | ---------------- | ------------------------- | --------------- | ----------------------- | --------------- | ---------------------- |
| 2006   | 1 коло С. Арвидсон  | Л. Д. Лино М. А. Санчез   | 2 коло Ј. Шруф   | Е. Данилиду А. М. Гаригес | 1 коло Ј. Шруф  | Ј. Дементјева Ф. Пенета | 1 коло Ј. Шруф  | С. Коен М. Х. Мартинез |
| 2007   | 1 коло Е. Бринерова | Ц. Пиронкова Мартина Суха | 1 коло Ј. Шруф   | Ј. Хусарова М. Шонеси     | 1 коло Т. Пасек | Ј. Дементјева Ф. Пенета | 1 коло Т. Пасек | Д. Хантухова М. Хингис |
| 2008   | 1 коло Т. Пасек     | В. Азаренка Шахар Пер     | 1 коло С. Лизики | Л. Храдецка Р. Ворачова   | 1 коло М. Милер | Квета Пешке Рене Стабс  | -               | -                      |

### Учешће уФед купу
детаљи:(језик: енглески) fedcup.com